# Цвиллинг, Иван Иванович
Иван Иванович Цви́ллинг (нем. Johann Zwilling; 1774—1859) — инженер-генерал-лейтенант, председатель аудиториата Корпуса инженеров путей сообщения.

## Биография
Родился 16 ноября 1774 года[по какому календарю?]; родом из мещан г. Риги.
Учился в одном из частных учебных заведений Риги. В 1793 году вступил в службу кондуктором 3-го класса в комиссию инженера путей сообщения генерала де Витте, производившую различные работы в Курляндии, Семигалии и части княжества Литовского. Почти вся деятельность Цвиллинга была посвящена работам по устройству речных путей сообщения. Так в 1800 году он был командирован на разведочные работы по проведению канала между реками Лавеной и Невсюкой в Литве, а затем на каналы: Лепельский, Вышневолоцкий, Мариинский и Новгородский. В 1801—1802 гг. он занимался устройством Березинского канала и расчисткой Двинских порогов; в том же году был назначен на работы в Динамюнде по исправлению повреждений Рардкоменской дамбы.
В 1807 году Цвиллинг возвратился в Ригу, где ему было поручено исправление городских плотин, а затем укрепление берегов Эзеля, Даго и Вормса; в 1808 году он был командирован для расчистки рек Велиши и Мемеля (Немана). В 1812 году Цвиллинг был произведён в подполковники и назначен директором по производству работ в VII (рижском) округе путей сообщения и исправляющим должность начальника этого округа. В 1815 году он был переведён во II округ путей сообщения (правление в Вытегре) и назначен управляющим Тихвинской системой; с 1822 года управлял этим округом. В 1823 году перешёл на службу по управлению Московским шоссе и был назначен членом в «комиссию при Главном управлении для рассмотрения проектов и смет».
Произведённый в 1829 году в генерал-майоры, он вскоре отправился в Нижний Новгород для инспектирования производившихся там работ, а затем с той же целью был послан в Западный край для осмотра работ по Огинскому каналу и в Либавском порте.
С 6 декабря 1834 года по 6 сентября 1856 года был членом Совета Главного управления путей сообщения. С 1842 года был председателем аудиториата Главного управления, с 1844 года состоял в комитете по сооружению Благовещенского моста в Санкт-Петербурге. В 1843 году был назначен председателем комиссии, работавшей над составлением строительного устава.
В 1857 году вышел в отставку.
Умер 8 (20) января 1859 года. Похоронен на Волковском лютеранском кладбище.